# ریچارد تایلور
ریچارد تایلور (انگلیسی: Richard Taylor; ۲۷ ژانویهٔ ۱۸۲۶ – ۱۲ آوریل ۱۸۷۹) فرد نظامی اهل ایالات متحده آمریکا بود.